# 中华人民共和国林业部
中华人民共和国林业部，是已撤销的中华人民共和国国务院组成部门，主管林业工作。

## 沿革
1949年10月，中央人民政府林垦部成立。1951年11月5日，中央人民政府林垦部改为中央人民政府林业部，垦务工作交给农业部管理。
1954年9月，中央人民政府林业部改为中华人民共和国林业部，作为国务院组成部门，继续主管全国林业建设和木材生产。1954年11月30日，中央人民政府林业部正式改为中华人民共和国林业部。1955年，林业部机关增至9个司局，7个直属单位，实有干部456人。
1956年5月12日，第一届全国人民代表大会常务委员会第四十次会议决定成立中华人民共和国森林工业部。林业部将部分工作划归森林工业部。林业部内设7个司局，4个直属单位，干部人数432人。 1958年2月11日，第一届全国人民代表大会第五次会议决定将林业部和森林工业部合并为中华人民共和国林业部。1966年2月，林业部党组改为林业部党委。
到1966年，林业部编制定员956人，实有1027人，部内设办公厅、计划司、财务局、木材生产司、林产工业司、造林司、森林保护司、技术司、劳动工资司、教育司、对外联络司、调查规划局、基本建设局、国营林场管理总局、设备器材管理总局、宣传处和林业部政治部、中监委派驻监察组等，并有直属单位60个。
文革爆发后，1966年8月以后，林业部领导先后被点名批判，罗玉川、惠中权等主要领导先后被隔离审查。 1967年10月6日，中共中央、国务院、中央军委、中央文化革命小组颁发《关于对林业部实行军事管制的决定（试行草案）》。同时任命军管会主任王云、副主任李光勋。 
1970年5月1日，国务院农林办公室、中共中央农林政治部、农业部、林业部、农垦部、水产部合并成立农林部。1970年6月7日，中共中央决定，由国务院农林办公室、中共中央农林政治部、农业部、林业部、农垦部、水产部6个单位合并成立农林部。1970年7月，农林部成立，撤销林业部。1978年4月24日，国家林业总局成立。
1979年2月16日，中共中央、国务院决定撤销农林部，成立农业部和林业部。1979年2月23日，第五届全国人大常委会第六次会议决定撤销农林部，设立农业部、林业部。此时，林业部机关编制定员850人，下设18个司局，40个直属单位。同时，各省（自治区、直辖市）的林业、农林厅（局）也相继恢复或重建。从中央到地方，林业行政管理体系逐步形成。
1982年国务院机构改革，保留林业部。国务院批准林业部的主要任务是：“贯彻执行党和国家的林业方针、政策和法令，动员全国人民植树造林，绿化祖国，保护和合理利用森林资源，对各省、市、自治区的林业工作进行业务指导。”1982年6月，经批准林业部机关编制637人，下设办公厅、计划司、财务司、造林经营司、资源司、森林保护司、林政司、科学技术司、教育司、人事司、外事司、宣传司、林业工业局、行政司、老干部管理局，并有51个直属单位。1984年，增设政策研究室、林业公安局，撤销林政司、森林保护司，设立林政保护司。 
1988年10月，国家机构编制委员会批准《林业部“三定”方案》。林业部是国务院主管林业行政的职能部门，机构改革的重点是在三个方面进行职能转变：（1）加强林业行政管理和监督的职能，（2）加强行业管理的职能，（3）加强宏观调控和间接管理的职能。主要任务是：“贯彻执行党和国家的林业方针、政策、法律、法规；对森林资源及森林生态环境进行保护管理和监督；统筹规划造林绿化、森林工业、多种经营和森林资源的综合开发利用；指导协调林业生产建设和提供服务；推进林业改革，加快林业发展，充分发挥森林的多种功能和效益，为国家建设和人民生活提供丰富的林产品和良好的生态环境。”这次机构调整后，林业部机关设办公厅、政策法规司、资源和林政管理司、造林经营司、森林工业司、野生动物和森林植物保持司、林业公安局、森林防火办公室（国家森林防火总指挥部办公室、武装森林警察办公室）、综合计划司、财务司、科学技术司、教育宣传司、外事司、人事劳动司、行政司15个职能司局和直属机关党委。另设老干部管理局、驻部监察局、驻部审计局。部机关行政编制570人（含工勤人员）。
1993年国务院机构改革，保留林业部，作为国务院主管林业行政的职能部门，负责林业生态环境建设事业管理及林业产业行业管理，行使林业行政执法职权。林业部转变职能，将林业行政管理工作转到统筹规划、掌握政策、信息引导、组织协调、健全法制、提供服务、监督检查上；加强林业生态环境建设组织管理、林业行政执法管理、林业行业管理、森林资源管理。取消及转移的职能包括：对企业具体生产活动的管理，与森林资源清查重复的森林审计、全国森林资源清查和统计、全国林业调查区划和规划设计等具体工作，在国家控制规模内非重点林业建设项目的审批，根据《中华人民共和国森林法》应由地方政府承担的组织指挥森林防火、扑火职能等。机构调整后，林业部机关设办公厅、政策法规和体制改革司、资源和林政管理司、造林绿化和森林经营司、林业产业司、野生动物和森林植物保护司、林业公安局（后来改为公安局）、森林防火办公室（武装森林警察办公室）、综合计划司、财务司、科学技术司、国际合作司、人事教育司13个职能司局和机关党委。另设离退休干部局、驻部监察局、驻部审计局。部机关行政编制446人。
1998年国务院机构改革中，1998年3月10日，九届全国人大一次会议通过国务院机构改革方案，撤销林业部，组建国务院直属机构国家林业局。

## 职责
1994年1月30日，国务院办公厅发出《林业部职能配置、内设机构和人员编制方案》（国办发（1994）21号）规定：
职能转变
为适应建立社会主义市场经济体制和搞好林业资源配置、生态环境建设的要求，林业部要把林业行政管理工作转变到统筹规划、掌握政策、信息引导、组织协调、健全法制、提供服务和监督检查上来；要加强林业生态环境建设组织管理、林业行政执法管理、林业行业管理和森林资源管理。
取消和转移的职能有：与森林资源清查重复的森林审计、全国森林资源清查和统计以及全国林业调查区划和规划设计等具体工作，对企业具体生产活动的管理，在国家控制规模内非重点林业建设项目的审批，根据《中华人民共和国森林法》应由地方政府承担的组织指挥森林防火、扑火职能等。
主要职责
林业部是国务院主管林业行政的职能部门，负责林业生态环境建设事业管理及林业产业行业管理，行使林业行政执法职权。主要职责是：
1. 研究制订林业发展和林业生态环境建设的方针、政策、法律、法规和发展规划、计划，经批准后组织实施并依法监督检查。指导林业经济体制改革。
2. 组织指导植树造林、国土绿化、防沙治沙和各类林业基地及工程项目的建设，对国有林场、苗圃、森林公园和景观景点以及集体林场、林业工作站实行宏观管理。
3. 组织指导全国森林资源调查、规划、设计、动态监测及管理工作，组织编制、审核森林采伐限额并监督执行，监督木材凭证采伐、运输等林政管理工作。依照《中华人民共和国森林法》、《中华人民共和国土地管理法》及有关法规，负责林地、林权管理，负责征用、占用林地的初审，主管森林资源有偿使用并监督林地开发利用。代表国家管理东北、内蒙古国有森工企业的森林资源。
4. 负责管理森林和野生动物类型自然保护区，主管全国陆生野生动物、植物资源的保护和合理开发利用，负责濒危物种进出口管理以及国家保护的野生动物、珍稀树种木材、珍稀野生植物及其产品的出口审批。制定及调整国家重点保护的野生动物、植物名录，报国务院批准后发布。
5. 指导全国林业公安工作和林业公安队伍建设，指导、协调、监督查处破坏森林资源和野生动植物资源的特大案件，指导、检查、监督和协调全国森林防火工作和森林病虫鼠害防治工作。会同有关部门管理武装森林警察部队建设并指导有关业务。
6. 对包括木材生产、水浆造纸、森林旅游、木本药材、林木花卉在内的林业产业实行宏观管理。负责组织提报统配木材的分配资源，参与和协调统配木材的分配、调拨工作；管理非统配木材和松香(含松指)的经销。规划指导林产品市场建设。
7. 按照国家规定，进行林业基本建设和技术改造项目的预审或审批，指导林业基本建设，协调森工企业集团与国家有关部门、地方政府之间的关系以及出现的重大问题。
8. 指导、监督林业系统财务工作，负责中央级林业基金的筹集和管理，监督全国林业基金的管理和使用，配合有关部门研究制订林业的经济调节政策。
9. 配合有关部门做好水土保持、农村能源发展、农业综合开发、扶贫等组织指导工作。
10. 制订林业科技发展规划，组织重大科研项目攻关和科研成果的推广应用。协调有关林业的国外智力引进工作，指导全国林业教育和专业人才培训，负责林业行业劳动工资工作及科技人员的宏观管理，管理部机关公务员及直属企事业单位的领导干部。指导林业宣传动员和林业行业精神文明建设。
11. 完成国务院交办的其他事项[14]。

## 机构设置

### 内设机构
1994年《林业部职能配置、内设机构和人员编制方案》规定，林业部设13个职能司（室）和机关党委。
- 办公厅：协助部领导组织协调机关工作，组织贯彻执行部机关各项工作制度，负责文秘、档案、信息、信访、保卫、保密以及机关财务、房管、基建工作，负责林业部新闻发布，归口管理有关林业发展及野生动植物保护的法律、法规、科学普及等林业宣传工作。
- 政策法规和体制改革司：组织调查研究和制订林业综合性的重大方针、政策，研究和指导林业经济体制改革，组织制订林业法律、法规，归口管理林业法制工作。
- 资源和林政管理司：制订全国林业资源调查和规划、标准、规程和制度，组织指导全国森林资源（含林地）清查、统计和消长动态监测工作，监督造林营林的检查验收工作，审核和监督各省（自治区、直辖市）执行森林限额采伐制度，对重点林业省（自治区）森林资源监督管理，管理东北、内蒙古国有森工企业的森林资源，监督管理全国木材运输检查工作，负责林地、林权管理，管理森林资源有偿使用工作，负责征用、占用林地的初审并监督林地开发利用，负责林地调查、定级、登记、发放林权证及林地估价等工作。
- 造林绿化和森林经营司：制订造林绿化、防沙治沙、森林经营和管理方面的有关方针、政策、法规、规程并监督贯彻执行，组织指导全国造林绿化工作以及用材林基地、防护林体系、治沙工程和经济林、薪炭林、竹林的建设与管理，宏观管理森林公园和景观景点、森林旅游，指导林场、苗圃及林木花卉的生产经营，配合有关部门做好水土保持工作和农村能源发展工作，组织协调和检查指导全民义务植树，承办全国绿化委员会办公室的日常工作。
- 林业产业司：制订林业产业经营管理的有关方针、政策、法规和规程并监督执行，指导林业企业改革，协调指导木材及其他林产品的生产、经销，归口管理非统配木材等林产品进出口事宜，指导林产品市场建设和运行，负责统配木材的产销衔接工作，指导木材采运、木竹加工、林产化工、木浆造纸和林业的多种经营以及木材节约代用、资源综合利用、林业行业安全生产等，按国家规定对林业系统机电产品进出口进行管理，协调林业企业与有关部门、地方政府之间出现的重大问题。
- 野生动物和森林植物保护司：制订野生动植物资源保护、管理和利用和有关方针、政策、法规，履行国家有关法规及有关国际公约、协定赋予的各项职责，指导管理陆生野生动物和植物资源的保护与开发利用，负责管理全国森林和野生动物类型自然保护区与森林病虫鼠害防治、检疫和预测预报等工作，制订或调整国家重点保护野生动物、植物名录，负责全国陆生野生动物和濒危物种进出口管理，对外使用中华人民共和国濒危物种进出口管理办公室名称。
- 林业公安局：制订林业公安工作的法规和规章制度并组织贯彻执行，指导全国林业公安工作，协调和督促查处破坏森林资源、国家重点保护野生动物资源和珍稀植物资源的特大案件，掌握重点国有林区的社会治安情况，指导全国林业公安干警队伍的建设和管理。
- 森林防火办公室（武装森林警察办公室）：检查、指导、协调地方政府和有关部门承担的森林防火工作，协调地方的航空护林防火，管理森林火灾档案，发布森林火险预报和森林火灾信息，指导和管理武装森林警察部队。
- 综合计划司：制订林业发展和生态环境建设的战略、规划、中长期计划、年度计划、林业产业政策，制订林业计划、统计的法规、制度、方法和指标体系并监督执行，制订和发布部颁林业工程建设的规范、标准和经济定额，负责限额以上林业大中型建设项目的预审及限额以下项目的审批，负责利用外资项目的审批及配套资金平衡工作，指导协调林业生态环境保护工作。
- 财务司：管理中央级林业基金，指导地方林业基金的管理，管理各项财政拨款、周转金、林业专项基金、部自有资金和外汇及其他资金，管理林业财务，配合有关部门研究制订林业经济调节政策和措施，监督、管理国有林业资产以及部机关、直属单位的资产。
- 科学技术司：制订林业科学技术发展规划和计划，负责林业科研及其推广的计划管理、成果管理，指导协调林业技术市场管理、林业技术监督、新技术开发和林业专利工作，组织协调有关林业科技工作以及国外智力引进工作，指导林业科技体制改革。
- 国际合作司：负责与有关国际组织和外国政府及民间组织联系，引进利用外资和先进科学技术，争取国外经济技术援助，协同有关司检查、指导国际合作与交流，会同有关部门组织国际组织在中国召开的有关林业和野生动植物管理工作的国际会议，归口管理部机关和直属单位外事工作。
- 人事教育司：制订林业专业人才培训和林业教育发展规划、计划，指导林业教育改革和林业专业教育，负责部机关和直属单位的人事劳动工作，负责林业行业劳动工资工作和科技人员的管理工作。
- 机关党委：负责部机关和在京直属单位的党群工作，指导林业行业职工思想政治工作[14]。

### 派出机构
林业部在黑龙江省、吉林省、内蒙古自治区和大兴安岭林业公司派驻森林资源监督专员及其办事处。

## 历任领导
| 部长 - 梁希（1954年9月－1958年12月） - 刘文辉（1959年4月28日－文革初期） - 王云（1967年10月6日－？，军管会主任） - 罗玉川（1979年2月16日－1980年8月30日） - 雍文涛（1980年8月30日－1982年4月） - 杨钟（1982年4月9日－1987年6月23日撤职） - 高德占（1987年6月23日－1993年3月） - 徐有芳（1993年3月29日－1997年8月） - 陈耀邦（1997年8月29日－1998年3月） 副部长 - 李范五（1954年9月－1958年1月） - 罗玉川（1954年9月－1956年8月；1959年8月25日－文革初期） - 雍文涛（1954年9月－1956年8月；1959年8月25日－1960年12月；1979年2月16日－1980年8月） - 惠中权（1954年9月－文革初期） - 刘成栋（1955年1月31日－1956年8月） - 李相符（1955年－1961年） - 张克侠（1956年6月4日－文革初期） - 张庆孚（1956年8月18日－1958年9月） - 周骏鸣（1959年8月25日－1961年） - 陈离（1959年8月25日－文革初期） - 唐子奇（1959年8月25日－文革初期；1979年5月3日－1982年4月） - 张昭（1960年4月29日－文革初期） - 梁昌武（1961年7月9日－文革初期；1979年5月3日－1982年4月） - 杨天放（1963年2月23日－文革初期；1979年5月3日－1982年4月） - 荀昌五（1963年10月23日－文革初期；1979年5月3日－1982年4月） - 张世军（1965年4月17日－文革初期；1979年5月3日－1982年4月） - 李光勋（1967年10月6日－？，军管会副主任） - 杨珏（1979年5月3日－1982年4月） - 马玉槐（1979年5月3日－1982年4月） - 郝玉山（1979年5月3日－1982年4月） - 杨延森（1979年5月3日－1982年4月） - 汪滨（1979年5月3日－1982年4月） - 刘琨（1979年5月3日－1986年3月） - 张磐石（1979年6月8日－1982年4月） - 王殿文（1982年4月9日－1986年3月） - 董智勇（1982年4月9日－1987年6月23日撤职） - 刘广运（1983年10月5日－1992年9月） - 徐有芳（1986年3月－1993年3月） - 沈茂成（1988年5月－1995年4月） - 蔡延松（1989年2月5日－1992年9月） - 王志宝（1992年9月15日－1998年3月） - 祝光耀（1993年6月30日－1998年3月） - 刘于鹤（1994年4月12日－1998年3月） - 李育材（1995年4月17日－1998年3月） 顾问 - 罗玉川（1980年8月30日－？） - 雍文涛（1982年4月9日－？，兼中央绿化委员会副主任委员） - 马玉槐（1982年4月9日－？） - 张世军（1982年4月9日－？） | 党组书记 - 李范五（1954年－1955年1月；1956年9月－1958年1月） - 罗玉川（1955年1月－1956年5月，党组书记；1958年7月－1966年2月，党组书记；1966年2月－文革初期，党委书记；1979年2月－1980年8月，党组书记） - 雍文涛（1980年8月－1982年4月） - 杨钟（1982年4月－1987年6月撤职） - 高德占（1987年6月－1988年10月；1989年12月－1993年3月18日） - 徐有芳（1993年3月18日－1997年7月4日） - 陈耀邦（1997年7月4日－1998年3月） 党组副书记 - 李范五（1955年1月－1956年9月） - 惠中权（1958年7月－1966年2月，党组副书记；1966年2月－文革初期，党委副书记） - 雍文涛（1979年2月－1980年8月） - 杨珏（1979年2月－1982年4月） - 马玉槐（1980年12月－1982年4月） - 刘琨（1982年4月－1986年3月） - 沈茂成（1993年6月－1995年3月） 党组成员 - 雍文涛（1954年9月－1956年8月；1959年8月－1960年12月） - 惠中权（1954年9月－1958年7月） - 刘成栋（1955年1月－1956年8月） - 李相符（1955年－1961年） - 张克侠（1956年6月－文革初期） - 张庆孚（1956年8月－1958年9月） - 周骏鸣（1959年8月－1961年） - 陈离（1959年8月－文革初期） - 唐子奇（1959年8月－文革初期；1979年5月－1982年4月） - 张昭（1960年4月－文革初期） - 梁昌武（1961年7月－文革初期；1979年5月－1982年4月） - 杨天放（1963年2月－文革初期；1979年5月－1982年4月） - 荀昌五（1963年10月－文革初期；1979年5月－1982年4月） - 张世军（1965年4月－文革初期；1979年5月－1982年4月） - 马玉槐（1979年5月－1980年12月） - 郝玉山（1979年5月－1982年4月） - 杨延森（1979年5月－1982年4月） - 汪滨（1979年5月－1982年4月） - 刘琨（1979年5月－1982年4月） - 张磐石（1979年6月－1982年4月） - 王殿文（1982年4月－1986年3月） - 董智勇（1982年4月－1987年6月撤职） - 刘广运（1983年10月－1992年9月） - 徐有芳（1986年3月－1993年3月） - 沈茂成（1988年5月－1993年6月） - 蔡延松（1989年2月－1992年9月） - 王志宝（1992年9月－1998年3月） - 祝光耀（1993年6月－1998年3月） - 李育材（1993年12月－1998年3月） - 刘于鹤（1994年4月－1998年3月） - 李昌鉴（1994年11月5日－1998年3月，驻部纪检组组长） - 江泽慧（1996年1月9日－1998年3月，中国林业科学研究院院长） - 邝国斌（？－1998年3月） |

## 中央纪委驻林业部纪检组
文革前，设有中央监察委员会驻林业部监察组，是中央监察委员会派驻机构。1980年代，设中央纪委驻林业部纪检组（监察部驻林业部监察局），是中央纪委监察部派驻机构。
| 组长 - 杨延森（？－？） - 沈茂成（？－？） - 李昌鉴（1994年11月5日－1998年3月） | 副组长 - 李昌鉴（1993年12月－1994年） - 杨继平（1997年8月－1998年3月，副组长兼监察局局长） |

## 审计署驻林业部审计局
审计署驻林业部审计局是审计署派驻机构。
| 局长 | 副局长 - 帅宗和（？－1998年） |